# Richard Lerner
Richard Alan Lerner (26 août 1938 - 2 décembre 2021) est un chercheur américain en chimie connu pour ses travaux sur les anticorps catalytiques. Il est président de l'Institut de recherche Scripps (TSRI) jusqu'au 1er janvier 2012 et membre de son Skaggs Institute for Chemical Biology, à La Jolla, en Californie.

## Biographie
Lerner grandit dans le sud de Chicago et excelle en chimie et en lutte en tant qu'écolier. Il fréquente le lycée Hirsch. Après avoir étudié à l'Université Northwestern en premier cycle, Lerner obtient un doctorat en médecine de la Stanford Medical School en 1964, puis entreprend une formation postdoctorale à la Scripps Clinic and Research Foundation, une première incarnation de l'institut qui dirigera. Dans les années 1970, Lerner mène des recherches au Wistar Institute de Philadelphie, puis retourne à La Jolla dans le désormais renommé Research Institute of Scripps Clinic. En 1982, il est nommé président du Département de biologie moléculaire, puis cinq ans plus tard en assume la direction. En 1991, lorsque le TSRI est créé en tant qu'entité sans but non lucratif, Lerner en devient le premier président.
En plus de ses recherches sur les anticorps catalytiques, fournissant une méthode de catalyse des réactions chimiques jugées impossibles à l'aide de techniques classiques, Lerner mène des études approfondies sur la structure des protéines, caractérise le cis-9,10-octadécénoamide, une nouvelle hormone lipidique qui induit le sommeil et fournit la première preuve d'un rôle de l'Ozone dans les maladies humaines. En 1967, Lerner découvre le rôle des anticorps anti-GBM dans la pathogenèse de la maladie de Goodpasture. En 2007, le curriculum vitae de Lerner énumère 67 brevets et 403 articles scientifiques publiés.
Lerner est titulaire de la chaire Lita Annenberg Hazen d'immunochimie et de la chaire Cecil H. et Ida M. Green de chimie. Il reçoit plus de 29 distinctions et prix. Il s'agit notamment du prix Parke-Davis en 1978, du prix Saint-Marin en 1990, du prix Wolf de chimie en 1994 (avec Peter Schultz). Il est également chargé de cours d'été Myron L. Bender et Muriel S. Bender à l'Université Northwestern en 1994. Richard Lerner reçoit le California Scientist of the Year Award en 1996 et la University of California Presidential Medal en 2002. Il est également élu à l'Académie royale des sciences de Suède et à l'Académie nationale des sciences des États-Unis (1991). Richard Lerner partage le prix Prince des Asturies 2012, souvent appelé le prix Nobel espagnol, avec Sir Gregory Winter pour la conception du professeur Pieczenik et leur développement de bibliothèques d'anticorps combinatoires.
Sous la direction de Lerner, l'institut Scripps triple en termes d'espace de laboratoire et a plus que quadruplé ses effectifs, ce qui en fait l'une des plus grandes organisations de recherche biomédicale à but non lucratif au monde. Il supervise également la création d'un campus de recherche jumeau, appelé Scripps Floride, dans le Comté de Palm Beach. En 2006, Lerner annonce qu'il a l'intention de "revenir à la recherche à plein temps dans [son] laboratoire" dans cinq ans. En 2012, il est remplacé en tant que président de Scripps par Michael Marletta.
Lerner épouse Nicola Green Lerner, médecin, en 1981. Il a trois enfants; Danica, Arik et Aaron d'un précédent mariage avec Diana Pickett, psychothérapeute.
Lerner est décédé le 2 décembre 2021, à l'âge de 83 ans, dans sa maison de La Jolla.